# Marcos de Éfeso
Marcos de Éfeso, dito Eugênico (em grego: Μάρκος Ευγενικός; romaniz.: Marcos Eugenicos; "o cortês"; em latim: Marcus Eugenicus), um arcebispo de Éfeso no século XV, ficou famoso por sua defesa da Ortodoxia durante o Concílio de Florença (1438-1445), a despeito da contrariedade do imperador bizantino João VIII Paleólogo e do papa Eugênio IV. Ele acusou a Igreja de Roma de cisma e heresia por ter aceitado que a cláusula Filioque fosse adicionada ao credo niceno-constantinopolitano e por causa das alegações do papa de jurisdição universal sobre toda a cristandade, e foi, assim, o único bispo oriental presente no concílio a se recusar a assinar os seus decretos.
Por motivos diferentes, tanto acadêmicos da Igreja Ortodoxa quanto da Católica consideram-no como o principal responsável pelo fim da chamada "União de Florença", que Marcos considerava falsa. Ele é venerado como um santo pela Igreja Ortodoxa.

## Primeiros anos
Marcos nasceu "Emanuel" em 1392, na cidade de Constantinopla, filho de Jorge, sacelário da Igreja de Santa Sofia, um diácono ortodoxo, e de Maria, a filha de um devoto médico chamado Lucas. Ele aprendeu a ler e escrever de seu pai, que morreu quando Marcos e seu irmão caçula, João, ainda eram crianças. Maria fez com que Marcos terminasse a sua educação sob João Cartasmeno, que depois se tornaria o metropolita Inácio de Selmiria, e Gemisto Pletão, um matemático e filósofo.

## Morte
Ele morreu em paz aos 52 anos em 23 de junho de 1444, após uma batalha excruciante de duas semanas contra uma infecção intestinal. Em seu leito de morte, Marcos implorou para Genádio Scholarius, seu antigo pupilo, que se tornaria futuramente o patriarca Genádio de Constantinopla, para que tivesse cuidado no seu envolvimento com a Igreja Ocidental e para que defendesse a Ortodoxia. De acordo com seu irmão João, suas últimas palavras foram: "Jesus Cristo, Filho do Deus Vivo, em Suas mãos eu entrego meu espírito". Marcos foi enterrado no Mosteiro de Mangana, em Constantinopla.

## Milagre póstumo e glorificação
A família Eugênico celebrava cada aniversário da morte de Marcos com uma eulogia, que consistia de um serviço litúrgico (akolouthia) e um sinaxário da curta vida de Marcos. Graças em parte ao patriarca Genádio, a veneração a Marcos se espalhou por toda a Igreja. Em 1734, o patriarca de Constantinopla Serafim presidiu sobre um sínodo sagrado da Igreja de Constantinopla e solenemente glorificou (equivalente ortodoxo à canonização) Marcos e adicionou mais seis serviços aos dois já tradicionais.
Há um relato de um milagre póstumo realizado por São Marcos de Éfeso. Doutores desistiram de tentar salvar a vida de uma irmã de Demétrio Zurbeu, já em estado terminal, após seus esforços terem piorado a situação. Após ficar em coma por três dias, ela levantou-se de repente, para o deleite de seu irmão, que perguntou por que ela se levantara encharcada de água. Ela contou-lhe que um bispo a havia escoltado até um fonte, a lavado e dito: "Retorna agora; você não tem mais nenhuma doença". Ela perguntou-lhe o nome e ele disse: "Eu sou o metropolita de Éfeso, Marcos Eugênico". Após a sua cura milagrosa, ela fez um ícone de São Marcos e viveu devotamente por mais quinze anos.

## Legado
A Igreja Ortodoxa considera Marcos de Éfeso um santo, chamando-o, juntamente com o patriarca São Fócio, o Grande, e São Gregório Palamas, de um "Pilar da Ortodoxia". Sua festa é celebrada em 19 de janeiro, o dia em que suas relíquias foram trasladadas para o Mosteiro de Lázaro na Galácia. A Igreja Católica não o honra como santo justamente por sua feroz oposição a algumas de suas doutrinas.

## Obras e citações
Suas obras foram publicadas por Migne, na Patrologia Graeca (vol. CLX).
Duas citações que deixam claro o pensamento de Marcos de Éfeso:
| “ | É impossível termos a paz sem eliminarmos a causa do cisma - a primazia do Papa, que alega ser igual a Deus. | ” |
|   | — Marcos de Éfeso.                                                                                           |   |

| “ | O latinos não são apenas cismáticos, mas heréticos...nós não nos separamos deles por nenhuma outra razão senão a de que eles são heréticos. É precisamente por isso que não devemos nos unir a eles exceto se eles se livrarem da adição do Filioque ao Credo e confessarem o Credo como nós fazemos. | ” |
|   | — Marcos de Éfeso. |   |